# 2022년 SSG 랜더스 시즌
2022년 SSG 랜더스 시즌은 SSG 랜더스가 KBO 리그에 참가한 2번째 시즌으로, SK 와이번스 시절까지 합하면 23번째 시즌이다. 김원형 감독이 팀을 이끈 2번째 시즌이며, 한유섬이 주장을 맡았다. 팀은 개막 10연승으로 KBO 역대 개막 최다 연승 타이를 기록했고, KBO 사상 최초로 정규 시즌 와이어 투 와이어 우승을 달성하며 10팀 중 정규 시즌 1위에 올라 12년 만에 한국시리즈에 직행했다. 이후 한국시리즈에서 키움 히어로즈를 4승 2패로 꺾고 창단 5번째 우승(SSG 랜더스라는 이름으로는 1번째 우승)을 달성했다.
NO LIMITS, AMAZING LANDERS (정규시즌)
IT'S LANDING TIME (포스트시즌)

## 프런트
- 사장: 민경삼
- 단장: 류선규
- R&D 센터장: 김성용
- 데이터센터장: 김정준
- 스카우트: 손차훈, 정진식

## 코치
- 1군 코치로 한 경기라도 있었던 코치만 기록.

| 보직             | 이름                           |
| ---------------- | ------------------------------ |
| 수석코치         | 김민재                         |
| 벤치코치         | 조원우                         |
| 수비코치         | 손지환                         |
| 투수코치         | 이대진, 조웅천                 |
| 타격코치         | 이진영, 정경배                 |
| 1루 주루코치     | 조동화                         |
| 3루 주루코치     | 전형도                         |
| 배터리코치       | 정상호, 최경철                 |
| 수석컨디셔닝코치 | 박창민                         |
| 컨디셔닝코치     | 고윤형, 길강남, 김기태, 김상용 |
| 트레이닝코치     | 곽현희                         |

## 타이틀
- 프로야구 40주년 레전드 올스타: 박재홍 (17위), 박경완 (23위), 정근우 (38위)
- 일간스포츠 선정 프로야구 40주년 기념 포지션별 올스타: 정근우 (2루수), 최정 (3루수), 박재홍 (외야수 3위)
- 한국갤럽 선정 올해를 빛낸 스포츠스타 6위: 추신수
- 한국갤럽 선정 가장 좋아하는 한국인 야구선수: 추신수 (2위), 김광현 (4위)
- 김성한 선정 프로야구 올타임 베스트: 최정 (3루수)
- 김동수 선정 프로야구 올타임 베스트: 박경완 (포수), 정근우 (2루수), 최정 (3루수), 박재홍 (외야수)
- 김한수 선정 프로야구 올타임 베스트: 정근우 (2루수), 최정 (3루수)
- 양준혁 선정 프로야구 올타임 베스트: 김광현 (선발투수), 정근우 (2루수), 최정 (3루수)
- 김광수 선정 프로야구 올타임 베스트: 박경완 (포수), 정근우 (2루수), 박재홍 (외야수)
- 송진우 선정 프로야구 올타임 베스트: 박경완 (포수)
- 염경엽 선정 프로야구 올타임 베스트: 박경완 (포수), 정근우 (2루수), 최정 (3루수)
- 김태균 선정 프로야구 올타임 베스트: 박경완 (포수), 정근우 (2루수), 박재홍 (외야수)
- 양상문 선정 프로야구 올타임 베스트: 박경완 (포수), 정근우 (2루수), 최정 (3루수)
- 팀 노히트노런: 폰트, 김택형 (2호)
- KBO 골든글러브: 최정 (3루수)
- 한국시리즈 MVP: 김강민
- 한국시리즈 헹가레투수: 김광현
- 한국시리즈 헹가레포수: 이재원
- 올스타 선정: 김광현 (선발투수), 박성한 (유격수), 최정 (3루수), 한유섬 (외야수)
- 올스타 추천선수: 서진용, 김민식
- 슈퍼레이스 우승: 서진용, 박성한
- 출장(타자): 최지훈 (144)
- 희생번트: 김성현 (20)
- 완투: 폰트 (1)
- 보살: 박성한 (376)
- 수비WAR: 박성한 (3.30)
- 이닝당출루허용률: 폰트 (0.95)
- 수비율: 한유섬 (100%)
- 평균대비수비승리기여: 박성한 (2.979)
- 평균대비수비득점기여: 박성한 (30.51)
- 실책관련득점기여: 한유섬 (1.73)
- 어시스트: 박성한 (376)
- 병살 처리: 박성한 (97)
- KBO 골든포토상: 김강민
- 리얼글러브: 최정 (3루수), 최지훈 (외야수)
- 일구상 의지노력상: 노경은
- 조아제약 프로야구대상 최고투수상: 김광현
- 조아제약 프로야구대상 감독상: 김원형
- 조아제약 프로야구대상 수비상: 최지훈
- 최동원상: 김광현
- 스포츠서울 올해의 수비: 최지훈
- 스포츠서울 올해의 감독: 김원형
- 스포츠서울 올해의 프런트: SSG 랜더스 마케팅팀
- 스포츠서울 올해의 공헌상: 정용진
- 일구상 프런트상: 류선규
- 웰컴톱랭킹 4월 타자부문 1위: 한유섬
- 웰컴톱랭킹 7월 투수부문 1위: 폰트
- 웰컴톱랭킹 8월 타자부문 1위: 최정
- 6월 쉘힐릭스플레이어: 폰트
- 선발투수 GSC: 폰트 (4월 2일 NC전, 96)
- 인천 프로야구 40년 올스타: 김광현 (좌완투수), 정근우 (2루수), 박진만 (유격수), 최정 (3루수), 김강민 (외야수), 박재홍 (외야수), 이진영 (외야수), 김기태 (지명타자)
- 2022 항저우 아시안게임 금메달: 박성한, 최지훈
- WBSC U-23 야구 월드컵 은메달: 이기순, 김도현, 김태윤
- MLB 월드 투어: 코리아 시리즈 2022 KBO 올스타: 김광현, 최정, 박성한
- 한국대학스포츠협의회 선정 고려대학교 출신 올스타: 정근우 (2루수)
- 한국대학스포츠협의회 선정 한양대학교 출신 올스타: 강혁 (1루수)
- 한국대학스포츠협의회 선정 동국대학교 출신 올스타: 박정권 (1루수)
- 마구마구 레전드 카드: 최정
- 컴투스프로야구 SSG 랜더스 베스트 라인업: 김원형 (감독), 김민재 (수석코치), 이진영 (타격코치), 조동화 (주&수코치), 조웅천 (투수코치), 이대진 (불펜코치)
- 개막전 선발투수: 폰트
- 홈 개막전 선발투수: 폰트
- 연봉: 김광현 (81억)

### 퓨처스리그
- 사구: 김규남 (16)
- 리얼글러브 퓨처스리그: 김태윤 (내야수), 김도현 (투수), 전영준 (투수)
- 퓨처스 올스타: 신헌민, 유호식, 조형우, 석정우, 임근우

## 선수단
- 1군 경기에 한 경기라도 출전한 선수만 기록.

### 선발투수
| 이름     | 경기 | 이닝  | 승 | 패 | 홀드 | 세이브 | 탈삼진 | ERA  |
| -------- | ---- | ----- | -- | -- | ---- | ------ | ------ | ---- |
| 김광현   | 28   | 173.1 | 13 | 3  | 0    | 0      | 153    | 2.13 |
| 폰트     | 28   | 184   | 13 | 6  | 0    | 0      | 170    | 2.69 |
| 모리만도 | 12   | 75.1  | 7  | 1  | 0    | 0      | 67     | 1.67 |
| 이태양   | 30   | 112   | 8  | 3  | 1    | 0      | 61     | 3.62 |
| 오원석   | 31   | 144   | 6  | 8  | 0    | 0      | 112    | 4.50 |
| 박종훈   | 11   | 48    | 3  | 5  | 0    | 0      | 40     | 6.00 |
| 이건욱   | 1    | 3     | 0  | 1  | 0    | 0      | 2      | 9.00 |
| 김건우   | 2    | 3     | 0  | 0  | 0    | 0      | 1      | 9.00 |
| 노바     | 12   | 63.2  | 3  | 4  | 0    | 0      | 32     | 6.50 |

### 구원투수
| 이름   | 경기 | 이닝 | 승 | 패 | 홀드 | 세이브 | 탈삼진 | ERA   |
| ------ | ---- | ---- | -- | -- | ---- | ------ | ------ | ----- |
| 노경은 | 41   | 79.2 | 12 | 5  | 7    | 1      | 55     | 3.05  |
| 김택형 | 64   | 60.1 | 3  | 5  | 10   | 17     | 62     | 4.92  |
| 최민준 | 51   | 68.1 | 5  | 4  | 5    | 0      | 48     | 3.95  |
| 서동민 | 20   | 21   | 1  | 1  | 5    | 0      | 19     | 2.57  |
| 고효준 | 45   | 38.2 | 1  | 0  | 7    | 0      | 35     | 3.72  |
| 장지훈 | 40   | 55   | 2  | 0  | 6    | 0      | 33     | 4.25  |
| 전영준 | 4    | 5    | 0  | 0  | 0    | 0      | 7      | 7.20  |
| 박시후 | 2    | 1    | 0  | 0  | 0    | 0      | 0      | 18.00 |
| 정성곤 | 2    | 2.2  | 0  | 0  | 0    | 0      | 3      | 10.13 |
| 윤태현 | 3    | 2    | 0  | 0  | 0    | 0      | 2      | 9.00  |
| 박민호 | 22   | 22   | 1  | 1  | 4    | 1      | 12     | 4.09  |
| 신재영 | 4    | 4.1  | 0  | 0  | 0    | 0      | 4      | 12.46 |
| 김상수 | 8    | 8    | 0  | 0  | 0    | 1      | 3      | 9.00  |
| 문승원 | 23   | 24.2 | 1  | 1  | 3    | 3      | 25     | 5.11  |
| 김태훈 | 9    | 5.1  | 0  | 0  | 2    | 1      | 1      | 10.13 |
| 조요한 | 23   | 19.1 | 2  | 1  | 5    | 0      | 15     | 6.52  |
| 한두솔 | 8    | 5.1  | 0  | 0  | 0    | 0      | 1      | 16.88 |

### 마무리투수
| 이름   | 경기 | 이닝 | 승 | 패 | 홀드 | 세이브 | 탈삼진 | ERA   |
| ------ | ---- | ---- | -- | -- | ---- | ------ | ------ | ----- |
| 서진용 | 68   | 67.1 | 7  | 3  | 12   | 21     | 55     | 4.01  |
| 신헌민 | 1    | 1    | 0  | 0  | 0    | 0      | 1      | 9.00  |
| 김주온 | 5    | 4    | 0  | 0  | 0    | 0      | 4      | 11.25 |

### 포수
| 이름   | 경기 | 안타 | 홈런 | 타점 | 득점 | 도루 | 타율 | OPS  |
| ------ | ---- | ---- | ---- | ---- | ---- | ---- | ---- | ---- |
| 김민식 | 82   | 36   | 1    | 22   | 23   | 0    | .214 | .609 |
| 이재원 | 105  | 47   | 4    | 28   | 27   | 0    | .201 | .574 |
| 조형우 | 9    | 2    | 0    | 1    | 2    | 0    | .167 | .481 |
| 이흥련 | 22   | 6    | 0    | 1    | 4    | 0    | .133 | .428 |
| 이현석 | 9    | 2    | 0    | 1    | 0    | 0    | .133 | .267 |

### 1루수
| 이름   | 경기 | 안타 | 홈런 | 타점 | 득점 | 도루 | 타율 | OPS  |
| ------ | ---- | ---- | ---- | ---- | ---- | ---- | ---- | ---- |
| 전의산 | 77   | 60   | 13   | 45   | 36   | 0    | .249 | .797 |
| 크론   | 67   | 54   | 11   | 35   | 21   | 0    | .222 | .675 |

### 2루수
| 이름   | 경기 | 안타 | 홈런 | 타점 | 득점 | 도루 | 타율 | OPS  |
| ------ | ---- | ---- | ---- | ---- | ---- | ---- | ---- | ---- |
| 김성현 | 130  | 66   | 2    | 37   | 38   | 3    | .219 | .570 |
| 안상현 | 46   | 6    | 2    | 5    | 12   | 2    | .158 | .589 |
| 최준우 | 10   | 3    | 0    | 1    | 0    | 0    | .250 | .625 |
| 석정우 | 9    | 2    | 0    | 0    | 1    | 0    | .222 | .444 |
| 최주환 | 97   | 63   | 9    | 41   | 36   | 0    | .211 | .651 |

### 유격수
| 이름   | 경기 | 안타 | 홈런 | 타점 | 득점 | 도루 | 타율 | OPS  |
| ------ | ---- | ---- | ---- | ---- | ---- | ---- | ---- | ---- |
| 박성한 | 140  | 147  | 2    | 56   | 68   | 12   | .298 | .749 |

### 3루수
| 이름   | 경기 | 안타 | 홈런 | 타점 | 득점 | 도루 | 타율 | OPS  |
| ------ | ---- | ---- | ---- | ---- | ---- | ---- | ---- | ---- |
| 최정   | 121  | 110  | 26   | 87   | 80   | 12   | .266 | .891 |
| 최경모 | 98   | 22   | 0    | 4    | 16   | 2    | .301 | .640 |
| 김재현 | 18   | 4    | 0    | 4    | 2    | 0    | .222 | .500 |

### 좌익수
| 이름     | 경기 | 안타 | 홈런 | 타점 | 득점 | 도루 | 타율 | OPS  |
| -------- | ---- | ---- | ---- | ---- | ---- | ---- | ---- | ---- |
| 라가레스 | 49   | 57   | 6    | 32   | 24   | 3    | .317 | .830 |
| 오태곤   | 130  | 61   | 4    | 23   | 48   | 11   | .232 | .635 |
| 하재훈   | 60   | 23   | 6    | 13   | 18   | 1    | .215 | .704 |

### 중견수
| 이름   | 경기 | 안타 | 홈런 | 타점 | 득점 | 도루 | 타율 | OPS  |
| ------ | ---- | ---- | ---- | ---- | ---- | ---- | ---- | ---- |
| 최지훈 | 144  | 173  | 10   | 61   | 93   | 31   | .304 | .788 |
| 김강민 | 84   | 54   | 5    | 18   | 24   | 1    | .303 | .824 |

### 우익수
| 이름   | 경기 | 안타 | 홈런 | 타점 | 득점 | 도루 | 타율 | OPS  |
| ------ | ---- | ---- | ---- | ---- | ---- | ---- | ---- | ---- |
| 한유섬 | 135  | 121  | 21   | 100  | 62   | 1    | .264 | .851 |
| 오준혁 | 47   | 14   | 0    | 6    | 3    | 0    | .230 | .550 |
| 이정범 | 7    | 3    | 0    | 1    | 2    | 0    | .273 | .546 |
| 최상민 | 27   | 1    | 0    | 1    | 3    | 3    | .071 | .307 |
| 김규남 | 2    | 0    | 0    | 0    | 0    | 0    | .000 | .000 |

### 지명타자
| 이름   | 경기 | 안타 | 홈런 | 타점 | 득점 | 도루 | 타율 | OPS  |
| ------ | ---- | ---- | ---- | ---- | ---- | ---- | ---- | ---- |
| 추신수 | 112  | 106  | 16   | 58   | 77   | 15   | .259 | .813 |
| 전경원 | 1    | 0    | 0    | 0    | 0    | 0    | .000 | .000 |
| 최항   | 15   | 2    | 0    | 1    | 0    | 0    | .100 | .308 |

## 선수 이동

### 영입
- 김광현 (KBO리그 복귀 / 선발투수 / 세인트루이스 카디널스)
- 윤태현 (신인드래프트 1차 / 선발투수)
- 신헌민 (신인드래프트 2차 1라운드 / 선발투수)
- 김도현 (신인드래프트 2차 2라운드 / 구원투수)
- 박상후 (신인드래프트 2차 3라운드 / 구원투수)
- 이기순 (신인드래프트 2차 5라운드 / 구원투수)
- 강매성 (신인드래프트 2차 6라운드 / 구원투수)
- 김태윤 (신인드래프트 2차 7라운드 / 유격수)
- 임성준 (신인드래프트 2차 8라운드 / 구원투수)
- 전영준 (신인드래프트 2차 9라운드 / 1루수)
- 최유빈 (신인드래프트 2차 10라운드 / 지명타자)
- 모리만도 (자유선발 / 구원투수 / 중신 브라더스)
- 크론 (자유선발 / 1루수)
- 노바 (자유선발 / 선발투수 / 레오네스 델 에스코히도)
- 라가레스 (자유선발 / 중견수 / LA 에인절스)
- 석정우 (육성선수 / 유격수)
- 임근우 (육성선수 / 중견수)
- 김민식 (트레이드 / 포수 / KIA)
- 정성곤 (트레이드 / 구원투수 / kt)
- 임준섭 (방출 선수 영입 / 구원투수)
- 고효준 (방출 선수 영입 / 구원투수)

### 이적
- 김사윤 (트레이드 / 구원투수 / KIA)
- 임석진 (트레이드 / 지명타자 / KIA)
- 이채호 (트레이드 / 구원투수 / kt)

### 입대
- 조병현 (선발투수 / 상무)
- 길지석 (구원투수 / 산업기능요원)
- 김창평 (2루수 / 사회복무요원)

### 전역
- 김주한 (구원투수 / 상무)
- 백승건 (구원투수 / 상무)
- 최준우 (2루수 / 상무)

### 방출
- 김교람 (1루수) => 은퇴
- 모리만도 (선발투수) => 중신 브라더스 입단
- 크론 (1루수) => 오클랜드 애슬레틱스 입단
- 노바 (선발투수)
- 라가레스 (좌익수) => 아길라스 시바에냐스 입단
- 오준혁 (좌익수) => SSG 랜더스 1군 타격보조코치 부임
- 신재영 (선발투수) => 은퇴
- 유서준 (2루수)
- 김상수 (구원투수) => 롯데 자이언츠 입단
- 이희재 (구원투수)
- 조이현 (구원투수)
- 김태우 (포수)
- 박제범 (포수)
- 하성진 (1루수)
- 김민재 (좌익수)
- 신동민 (구원투수)
- 이재성 (선발투수) => 수원 파인이그스 입단

## 기록
- 세부스탯은 리그 1위 기록만 기입.

| 이름         | 기록 | 비고 |
| ------------ | --- | --- |
| SSG 랜더스   | 와이어 투 와이어 통합 우승 홈 경기 누적 관중 수 1위 팀 홈런 1위 팀 타점 1위 팀 이닝 1위 팀 구원승 1위 | KBO 역대 최초 981546명 138개 682 1301.1 32 |
| 정용진       | 2022 프로야구 스포츠서울 올해의 상 | 올해의 공헌상 |
| 김원형       | 2022 KBO 감독상 2022 조아제약 프로야구 대상 2022 프로야구 스포츠서울 올해의 상 | - 감독상 올해의 감독 |
| 류선규       | 2022 일구상 | 프런트상 |
| SSG 마케팅팀 | 2022 프로야구 스포츠서울 올해의 상 | 올해의 프런트 |
| 최지훈       | 리얼글러브 규정타석 충족 전 경기 출장 야수 수비 WAA 1위 수비 RAA 1위 최다 번트안타 중앙 방향 타구 수 1위 우측 방향 타구 수 1위 중앙 방향 안타 수 1위 당겨친 타구 수 1위 희생번트 최다 실패 도루성공률(좌) 1위 최다 견제아웃 G34 비율 1위 H24 비율 1위 외야수 도루 WAA 1위 평균 대비 수비 승리 기여도 1위 최다 수비 이닝 ARM 1위 RAA 1위 RAAwithADJ 1위 WAAw/oADJ 1위 WAAwithADJ 1위 외야수 최다 보살 외야수 O12 최저 비율 각 포지션 별 출장 경기 수 합 1위 대타 타율 1위 2022 조아제약 프로야구 대상 2022 프로야구 스포츠서울 올해의 상 | 외야수 640 144 1.91 18.5 14 131 240 58 238 15 100 3 100 90.9 0.31 1.909 1239.1 7.29 18.53 18.48 1.914 1.909 11 0 181 1.000 수비상 올해의 수비                                                                       |
| 김광현       | 올스타 선정 규정이닝 충족 ERA+ 1위 F-E 1위 PF조정 ERA 1위 PF조정 ERA+ 1위 좌측 피 타구 방향 비율 1위 등판 시 팀 승수 1위 등판 시 팀 승률 1위 3루 도루 허용률 1위 주자 득점 허용률 최저 1위 병살 유도율 1위 커브 구종가치/100 1위 슬라이더 구사율 1위 투수 sFR/133 1위 최동원상 2022 조아제약 프로야구 대상 통산 1700이닝 통산 140승 통산 1500탈삼진 10년 연속 두 자릿수 승 통산 1800이닝 통산 1600탈삼진 | 드림 투수 1위 173.1 195.5 1.03 2.09 195.5 43.9 20 74.1 100 21.5 18.0 2.02 39.6 9.90 9표 중 6표 최고투수상 KBO 역대 22번째 KBO 역대 6번째 KBO 역대 5번째 KBO 역대 17번째 KBO 역대 6번째                              |
| 최정         | 골든글러브 리얼글러브 올스타 선정 규정타석 충족 3루수 WAR 1위 3루수 WAA 1위 3루 도루 성공률 1위 상대투수 직구 구종가치/100 1위 통산 1200득점 통산 1900안타 통산 3500루타 통산 1300타점 17년 연속 두 자릿수 홈런 통산 300사구 통산 1300사사구 통산 900볼넷 통산 2000경기 출장 통산 3600루타 7년 연속 20홈런 7년 연속 200루타 포스트시즌 통산 최다 사사구 | 3루수 드림 3루수 1위 505 5.54 2.68 100 3.11 KBO 역대 5번째 KBO 역대 17번째 KBO 역대 6번째 KBO 사상 최초 세계 최초 KBO 역대 3번째 KBO 역대 10번째 KBO 역대 16번째 KBO 역대 5번째 KBO 역대 3번째 KBO 역대 13번째 55개 |
| 폰트         | 9이닝 퍼펙트 규정이닝 충족 최다 완투 최저 피출루율 평균 소화 이닝 1위 선발 등판 시 평균 소화 이닝 1위 스트라이크 중 파울 비율 1위 최다 퀄리티스타트+ 최고 퀄리티스타트+ 비율 최다 홈스틸 허용 직구 구종가치 1위 스플리터 구종가치/100 1위 직구 구사율 1위 Zone% 1위 한국시리즈 2차전 MVP | KBO 사상 최초 184 1 0.249 6.6 6.57 34.5 16 57.1 1 28.4 4.99 67.7 50.8 - |
| 한유섬       | 올스타 선정 규정타석 충족 삼진 1위 번트타율 1위 BIPA(중) 1위 H13+ 비율 1위 D14 1위 H+ 비율 1위 ADV 비율 1위 도루성공률(좌) 1위 우익수 수비 WAA 1위 전체 수비율 1위 외야수 O12 최저 비율 외야수 수비율 1위 우익수 RNG 1위 외야수 E+ 1위 우익수 RAA 1위 우익수 WAAw/oADJ 1위 통산 150홈런 6년 연속 두 자릿수 홈런 통산 500타점 통산 100사구 | 드림 외야수 2위 545 137 1.000 0.616 60.0 12 64.9 45.2 100 0.84 1.000 0 1.000 7.02 0.79 8.15 0.836 KBO 역대 56번째 KBO 역대 49번째 KBO 역대 107번째 KBO 역대 40번째                                                  |
| 박성한       | 올스타 선정 규정타석 충족 번트타율 1위 G12 1위 최다 보살 최다 실책 최다 타구 처리 기회 번트 처리율 1위 최다 병살 처리 유격수 소화 이닝 1위 유격수 최다 수비 기회 내야수 POSADJ 1위 올스타전 홈런레이스 우승 | 드림 유격수 1위 564 1.000 12 377 24 487 1.000 97 1176 613 5.90 - |
| 노경은       | 2022 일구상 최다 블론홀드 통산 1200이닝 | 의지노력상 2 KBO 역대 51번째 |
| 추신수       | 규정타석 충족 BB% 1위 IsoD 1위 상대 투수 볼 투구 비율 1위 2S 이후 선구 비율 1위 최다 포일진루 | 499 14.2 0.123 41.1 44.1 3 |
| 김강민       | 한국시리즈 MVP 한국시리즈 5차전 MVP 한국시리즈 대타 끝내기 홈런 골든글러브 통산 1400안타 통산 2100루타 통산 1800경기 출정 포스트시즌 대타 홈런 한국시리즈 대타 홈런 역대 포스트시즌 최고령 홈런 한국시리즈 끝내기 홈런 한국시리즈 역대 최고령 MVP | 77표 중 42표 - KBO 사상 최초 골든포토 KBO 역대 51번째 KBO 역대 53번째 KBO 역대 28번째 KBO 역대 27번째 KBO 역대 12번째 40세 1개월 25일 KBO 역대 4번째 40세 1개월 26일                                                |
| 서진용       | 올스타전 홈런레이스 우승 | - |
| 라가레스     | 한국시리즈 3차전 MVP | - |
| 오태곤       | 좌익수 수비 WAA 1위 외야수 O12 최저 비율 외야수 O34 최고 비율 외야수 H24 최고 비율 좌익수 RNG 1위 좌익수 ARM 1위 좌익수 RAA 1위 좌익수 sFR/133 1위 좌익수 RAAwithADJ 1위 좌익수 WAAw/oADJ 1위 좌익수 WAAwithADJ 1위 좌익수 최다 보살 통산 100도루 | 1.16 0 50.0 35.0 4.87 3.72 8.71 21.35 6.31 0.911 0.660 7 KBO 역대 101번째 |
| 오원석       | 규정이닝 충족 루킹 탈삼진 비율 1위 외야 방향 피 타구 비율 1위 좌측 피안타율 1위 밀어친 타구 피안타율 1위 최다 3루 도루 허용 3루 도루 허용률 1위 | 144 29.5 59.3 0.385 0.350 5 100 |
| 고효준       | 통산 500경기 출장 | KBO 역대 49번째 |
| 김민식       | 최다 포일진루 번트 처리율 포수 1위 | 3 100 |
| 최주환       | 통산 1100경기 출장 | KBO 역대 135번째 |
| 이재원       | 통산 1300경기 출장 통산 600타점 | KBO 역대 90번째 KBO 역대 71번째 |
| 윤태현       | 최다 보크 | 1 |
| 크론         | 수비범위 1위 | 9.88 |
| 김성현       | 희생타 1위 희생번트 1위 <2&3B 1위 2루수 Pos. Wins 1위 한국시리즈 6차전 MVP 통산 1300경기 출장 통산 1000안타 | 23 20 34 0.18 - KBO 역대 93번째 KBO 역대 113번째 |
| 이흥련       | 병살 처리 횟수 포수 1위 | 1 |
| 조요한       | 1이닝 3폭투 2022시즌 KBO 1호 무승부투수 | KBO 역대 19번째 - |
| 박종훈       | 너클볼 구종가치 1위 투수 최다 실책 | 0.2 4 |
| 노바         | 최다 보크 | 1 |

## 응원단
- 응원단장: 박민수
- 장내 아나운서: 곽수산
- 탑 아나운서: 김지훈

## 여담
| 이름        | 내용                                                                         | 비고                                                           |
| ----------- | ---------------------------------------------------------------------------- | -------------------------------------------------------------- |
| 폰트        | KBO 리그 사상 최초 9이닝 퍼펙트                                              | 4월 2일 (vs NC)                                                |
| 폰트 김택형 | KBO 리그 사상 2번째 팀 노히트노런                                            | 4월 2일 (vs NC, 폰트 9이닝 퍼펙트 + 김택형 1이닝 1볼넷 무실점) |
| SSG 랜더스  | KBO 리그 사상 개막 최다 연승 타이                                            | 2003년 삼성 라이온즈와 10연승으로 공동 1위                     |
| 최정        | KBO 리그 역대 최초 통산 300사구                                              |                                                                |
| 폰트        | KBO 리그 역대 외국인 투수 1경기 최다 탈삼진                                  | 5월 31일 (vs kt, 14탈삼진)                                     |
| 김민식      | KBO 올스타전 사상 최초 포수의 투수 등판                                      | 1이닝 3실점                                                    |
| 조요한      | 2013년 이후 KBO 리그 역대 단일 시즌 커터 최고 평균 구속                      | 148.6km/h                                                      |
| 조요한      | 2013년 이후 KBO 리그 역대 단일 시즌 슬라이더 최고 평균 구속                  | 147.7km/h                                                      |
| SSG 랜더스  | KBO 리그 사상 단일 시즌 팀 최다 이닝 소화                                    | 1301.1이닝                                                     |
| 폰트        | 2013년 이후 규정 이닝 채운 투수 중 KBO 리그 단일 시즌 최소 견제 시도         | 12회 (모두 1루 견제)                                           |
| 문승원      | KBO 리그 역대 단일 시즌 음수 WAR 선수 중 최고 연봉                           | 연봉 16억, WAR -0.17                                           |
| 추신수      | KBO 리그 사상 야수 최고 연봉                                                 | 27억                                                           |
| 김광현      | KBO 리그 사상 최고 연봉                                                      | 81억                                                           |
| 폰트        | 21세기 KBO 리그 사상 첫 단일 시즌 0점대 WHIP                                 | 0.95                                                           |
| 폰트        | 2013년 이후 KBO 리그 단일 시즌 규정 이닝 충족 투수 중 최소 인계 주자         | 0명                                                            |
| 추신수      | 2013년 이후 단일 시즌 최다 1루 》2루 태그업                                  | 4회                                                            |
| 오원석      | 규정 이닝 충족 투수 중 최저 WAR                                              | 2.53                                                           |
| 김광현      | 2021년 이후 구단 사상 단일 시즌 최고 WAR                                     | 7.39                                                           |
| 김강민      | 한국시리즈 사상 첫 대타 끝내기 홈런                                          | 한국시리즈 4차전                                               |
| 추신수      | KBO 리그 단일 포스트시즌 사상 40대 타자 최다 안타, 득점, 볼넷, 고의4구, 삼진 | 8안타 6득점 4볼넷 1고의4구 10삼진                              |
| 김강민      | KBO 리그 단일 포스트시즌 사상 40대 타자 최다 홈런, 타점                      | 2홈런 5타점                                                    |
| 김강민      | KBO 리그 단일 포스트시즌 사상 40대 타자 최고 장타율, OPS                     | 1.125, 1.500                                                   |
| SSG 랜더스  | 상대전적 열세 구단 없음                                                      | 8팀 우세, 1팀 동률                                             |

## 같이 보기
- 2023년 SSG 랜더스 시즌